# Đuro II. Abhaški
Đuro II., gruz. გიორგი II, bio je kralj Abhazije od 923. do 957. godine. Njegova dugotrajna vladavina smatra se vrhuncem kulturnog procvata i političke moći njegova kraljevstva.
Član dinastije Ačbe, naslijedio je oca Konstantina II. 923. godine. No, trebalo mu je nekoliko godina da preuzme punu vlast, pošto je njegov polubrat Bagrat također polagao pravo na krunu. Đuro je nastavio provoditi očevu ekspanzionističku politiku, usmjeren prvenstveno na zadržavanje kontrole središnje Gruzije, odnosno istočnog gruzijskog kraljevstva Kartlija-Iberija. Kako bi osugurao odalnost lokanih plemića, imenovao je sina namjesnikom (eristavi) Kartlije, ali je on organizirao puč protiv njega tri godine kasnije, oko 920. godine. Đuro je ušao u Kartliju i proveo opsadu utvrđenog grada Upliscihea. Namamio je izdajnika Konstantina, te ga oslijepio i kastrirao. Potom svog drugog sina, Leona (budućeg kralja Leona III.), postavlja namjesnikom Kartlije i nastavlja kampanju protiv najistočnije gruzijske kneževine - Kahetije, čiji je vladar, Kvirik, također želio neke dijelove Kartlije. Kvirik je poražen i uhvaćen, te pušten tek kad je pristao biti podanikom. Kako bi osigurao svoju prevlast nad Kartlijom, Đuro je sklopio savez s Bagrationima Tao-Klardžetije, te oženio kćer Gurandukht Gurgenom od Iberije. No, uskoro se Kvirik pobunio u Kartliji, pa je Đuro na njega poslao vojsku, koju je predvodio njegov sin Leon. Kralj je umro usred ekspedicije, pa se Leon pomirio s Kvirikom i završio kampanju bez konačnog rezultata.
Đuro je također poznat kao promotor pravoslavlja i kao pokrovitelj gruzijske kršćanske kulture.  Pomogao je uspostaviti kršćenstvo kao službenu religiju u Alaniji, čime dobiva zahvalnost Carigrada. Suvremeni gruzijski anali ga navode kao "graditelja crkava", jer je, između ostalog, konstruirao katedralu Chkondidi u Megreliji. 

## Obitelj
Đuro je imao ženu po imenu Helena. Bila je nepoznatog porijekla, a s njom je imao osmero djece:
- Konstantina, namjesnika Iberije (923. – 926.), kojeg je Đuro oslijepio i kastrirao jer je podignuo pobunu protiv njega.
- Leona III., iberijskog podkralja (926. – 957.)
- Demetra III.
- Teodozija III.
- Bagrata, carigradskog učenika
- kćer, koja se udala za princa Xurtu od Kahetije
- Gurandukht, kćer koja se udala za Gurgena
- kćer, koja se udala za Abasa I. od Armenije